# Asplenium longissimum
Asplenium longissimum är en svartbräkenväxtart som beskrevs av Bl. Asplenium longissimum ingår i släktet Asplenium och familjen Aspleniaceae. Inga underarter finns listade.